# سیارک ۷۳۵۸
سیارک ۷۳۵۸ (به انگلیسی: 7358 Oze، نامگذاری:1995YA3) هفت هزار و سیصد و پنجاه و هشتمین سیارک کشف شده‌است که در ۲۷ دسامبر ۱۹۹۵ کشف شد.
قدر مطلق سیارک برابر ۱۷.۸ است.